# Палаццо Паллавичини-Роспильози
Палаццо Паллавичини-Роспильози (итал. Il Palazzo Pallavicini Rospigliosi) — дворец в Риме, названный по фамилиям владельцев — семей Паллавичино и Роспильози. Расположен в центре города на Квиринальском холме недалеко от Квиринальской площади.

## История
Дворец построен в 1603 году по заказу кардинала Шипионе Боргезе, племянника папы Павла V, мецената и коллекционера произведений искусства. 
Ранее на месте дворца находились термы императора Константина, последние по времени постройки античные термы Рима. Остатки терм оказались включёнными в подвальные этажи нового здания. Палаццо строили как большой семейный дом рядом с папской резиденцией в Квиринальском дворце. Строительство было поручено кардиналом Каффарелли-Боргезе придворному архитектору папы Фламинио Понцио, которого в 1613 году, после смерти Понцио, сменил Карло Мадерна. Обширный сад был спроектирован Джованни Вазанцио.
Впоследствии здание на короткое время перешло к Джованни Анджело Альтемпсу, который купил его в 1616 году, дворец перестраивал Онорио Лонги. Однако уже через шесть лет оно было продано семье Бентивольо, затем перешло к семье Ланте, после этого к кардиналу Мазарини и от него к его наследникам. В то время дворец служил резиденцией французского посольства, прежде чем его перевели в более просторный Палаццо Фарнезе.
В 1704 году палаццо приобрели принц Джованни Баттиста Роспильози, сын Камилло и племянник папы Климента IX (Джулио Роспильози), и его жена, принцесса Мария Камилла Паллавичини. Её потомки по настоящее время владеют половиной дома. Отсюда название: «Палаццо Паллавичини-Роспильози». Другая половина дома, проданная Роспильози после серьезного финансового кризиса, охватившего семью, в течение многих лет была штаб-квартирой концерна «Federconsorzi»; в настоящее время помещение ассоциации сельского хозяйства «Coldiretti».

## Казино «Аврора»
Отдельно от здания Палаццо, в саду и с выходом фасада на «Via del Quirinale» расположено небольшое «кази́но» (итал. сasino — домик), получившее название по фреске плафона живописца болонской школы Гвидо Рени с изображением древнеримской богини утренней зари Авроры (1613—1614), «Casino dell’Aurora» (другое «Казино дель Аврора» с фреской на ту же тему работы живописца Гверчино, находится на вилле  Бонкомпаньи-Людовизи в Риме).
Здание казино спроектировано Джованни Вазанцио. На стенах находятся четыре фрески «Времена года» Пауля Бриля и две композиции Антонио Темпесты: «Триумф славы» и «Триумф любви». Композиция плафона окружена расписной рамой, или «квадратурой» (quadro riportato), и изображает солнечного бога Аполлона в колеснице, которому предшествует Заря (Аврора), несущая свет миру. Встроенные геральдические символы должны были связать кардинала Шипионе с Аполлоном. Композиция росписи классична, а фигуры вдохновлены рельефами древнеримских саркофагов, некоторые из которых являются частью семейной коллекции Боргезе.
В этом же зале находятся мраморные бюсты XVII века и скульптуры римской эпохи, включая реплику знаменитой Артемиды Охотницы и «Афину Роспильози». Потолки двух боковых залов расписаны фресками Доменико Пассиньяно и Джованни Бальоне на сюжеты истории Ринальдо и Армиды из поэмы Т. Тассо «Освобождённый Иерусалим».
- Дж. Б. Пиранези. Вид площади Монте Кавалло (справа: Палаццо Роспильози). 1758—1759. Офорт
- Дж. Вази. Палаццо Роспильози в Риме. 1754. Офорт
- «Слепое окно». Деталь фасада палаццо
- Г. Рени. Колесница Аполлона и Аврора, прогоняющая ночь. Плафон «Казино Авроры» Палаццо Паллавичини-Роспильози в Риме. 1613—1614. Фреска

## Галерея Паллавичини
Художественная Галерея Паллавичини была основана кардиналом Ладзаро Паллавичини. Она включает более 540 картин, рисунков и скульптур. Помимо коллекций семей Дориа-Памфили и Колонна, это самая большая частная коллекция в Риме. Комнаты украшены фресками Поля Бриля, а лоджия в саду — фресками Орацио Джентилески и Агостино Тасси. Среди картин, которые остались в коллекции после некоторых продаж и потерь в предыдущие века, выделяются произведения художников XV—XVIII веков, в том числе Андреа Мантеньи, Сандро Боттичелли, Лоренцо Лотто, Паоло Веронезе, Караваджо, Андреа Сакки, Джованни Станки, мастеров болонской, генуэзской и пьемонтской школ, Никола Пуссена, серию работ П. П. Рубенса.
- «Артемида Роспильози». Римская реплика I—II в. по эллинистическому оригиналу. Мрамор. После 1807 г. — Лувр, Париж
- С. Боттичелли. Преображение со святыми Иеронимом и Августином. 1495. Дерево, темпера
- С. Боттичелли. Покинутая. 1495. Дерево, темпера
- Л. Синьорелли Мадонна с Младенцем и Иоанном крестителем. Ок. 1486. Дерево,темпера
- Л. Лотто. Триумф Целомудрия. Ок. 1530. Холст, масло
- М. Прети. Софонисба принимает чашу с ядом. 1650. Холст, масло